# Janez II., grof Egmondski
Janez II. Egmondski (1385 - 1451) je bil gospod Egmondski in IJsselsteinski, regent Vojvode Gelderskega za svojega sina Arnolda. 

## Življenje
Janez II. se je rodil v Egmond-Binnenu v Severni Holandiji.
Bil je sin Arnolda Egmontskega in Jolande Leiningenske, domnevno hčerke Friderika VIII. Leiningensko-Dagsburškega (1342-1397) in Jolande Bergheimske, grofice Jülich (?-1387). Janez se prvič omenja leta 1405, ko ga povabijo, naj se udeleži sestanka v Hagesteinu. Leta 1409 je nasledil očeta kot gospod Egmondski. Janez II. Egmondski se je imenoval tudi Jan met de bellen (Janez z zvonovi), kar se je nanašalo na zvončke na njegovem oklepu. Mož je bil ognjevit pristaš frakcije »Trsk« in zato sovražnik Viljema VI. in Jakobe Bavarske. Svoja posestva je izgubil v Arkelski vojni in po smrti Viljema VII. barona IJsselsteinskega. Grof Viljem je slišal, da ga nekateri njegovi plemiči želijo ubiti, in leta 1414 je tega naklepa obtožil gospoda Janeza Egmontskega. Janez tega ni priznal, zadeva je ostala nerešena, a zdi se, da se mu je zdelo varneje zapustiti državo in se zateči v Liège, od koder je 15. marca 1416 grofu poslal pismo. Šest tednov pozneje (5. maja 1416) je Viljem VI. ukazal zapleniti gospostvo Egmonda.
Spomladi 1417 ga je Jakoba Bavarska s pomočjo holandskih in knezoškofijskih vojakov presenetila z obleganjem IJsselsteina. Po kratkem obleganju je mirovna pogodba določala, da se porušijo vsi zidovi in vrata ter da se naslednjih 13 let ne zgradi nobeno obzidje, pri čemer je moral Janez II. Egmondski pod ponižujočimi pogoji priznati grofico Jakobo . 
Medtem se je gospod Janez II. Egmontski zapletel v nove prepire s samostanom v Egmondu in prisilil opata Gerarda Ockenberškega, da se je zatekel v Utrecht, medtem ko je Janeza Beierenskega napeljal, da je na papeškem dvoru vložil pritožbo proti opatu in menihom. Medtem ko je to še trajalo, je opat Gerard umrl (1424) in nasledil ga je Viljem Mateneški, ki ga je gospod Egmondski zaprl na gradu Rosendaal blizu Arnhema in ga je nadomestil Gijsbert van Vliet, eden od podpornika Janeza Egmondskega. Opat Gijsbert pa je leta 1427 moral narediti prostor Matenesseju, ki je kasneje sklenil kompromis z Egmontskim. 
Janez II. je nato pobegnil v Brabant, kjer je jeseni začel oblegati Gorinchem s svojimi izgnanci. Potem ko so bili njegovi sobratje poraženi v Gorinchemu, mu je uspelo pobegniti. 
Bil je regent Vojvodine Gelders za svojega sina Arnolda od leta 1423 do 1433. Da je to lahko opravljal, je posest vojvodine dal v zastavo za posojila Janeza III. Bavarskega in Filipa Burgundskega. Od tega je dobil gospostvo Leerdam, pa tudi Buren in l. 1429 sklenil poravnavo s Filipom Burgundskim, pri čemer je bil dolg Janezu določen na precejšnjo vsoto 40.000 srebrnikov. Po vseh vrstah prepirov s samostanom je leta 1439 končno prišlo do poljuba med njim in opatom Viljemom Mateneškim, z odobritvijo papeža Evgenija IV., ki jo je izrekel burgundski vojvoda. Egmondsko gospostvo je bilo zato popolnoma ločeno od samostana, vendar zaradi protesta opata. Prepiri so trajali še leta, zaostrila pa so jih nesoglasja med brati. Janez II. Egmontski je leta 1430 dal kapelo porušiti, da bi oslabil ugled samostanov, in jo nato ponovno zgraditi in povečati. Imel je tudi šest kanonikov, ki so prišli opravljati zborne molitve in bogoslužje. S tem je bil grad neodvisen od opatije, s katero so grofje živeli v sporu.
"Janez z zvončki" je umrl 4. januarja 1451 in je pokopan v grajski kapeli gradu Egmond. Njegov nagrobnik je še danes lepo viden v kapeli. Njegov vnuk Janez je dal nad grobom postaviti grb. Marija Arkelska je umrla zelo mlada 19. julija 1415 in je bila pokopana v koru cerkve v IJselsteinu.

## Družina in otroci
Bil je poročen z Marijo Arkelsko. Njuni otroci so bili:
- Arnold (-1473), vojvoda Gelderski (po dedovanju)
- Viljem IV. Egmontski, gospod Egmondski, gospod IJsselsteinski, guverner Geldersa, poročen leta 1437 z Valburgo Moersko, hčerko grofa Friderika Moerskega.

Ob poroki med Janezom in Marijo sta od Reinouda IV. Gelderskega kot doto prejela 6000 francoskih kron.